# 蜱
蜱（音同「皮」），又名蜱虫、壁蝨、扁蝨、蜰蟲、草爬子、八腳（客語），是一類體形極小、營體外寄生的蛛形綱節肢動物，屬於蜱蟎亞綱寄蟎總目真蜱目（學名：Ixodida）蜱總科（學名：Ixodoidea），僅約火柴棒頭大小，宿主包括哺乳類、鳥類、爬蟲類和兩棲類動物，大多以吸食血液為生。蜱不吸血时，有米粒大小，吸饱血液后，有指甲盖大。蜱在叮刺吸血时多无痛感，但由于螯肢、口下板同时刺入宿主皮肤，可造成局部充血、水肿、急性發炎反应，还可引起继发性感染。蜱還是多種傳染病的傳播媒介，如萊姆病、Q热、科罗拉多蜱热、兔熱病（Tularemia）、蜱传回归热（relapsing fever）、巴贝西虫病、埃里希氏体病（Ehrlichiosis）、蜱媒脑炎（即森林脑炎）、无形体病（Anaplasmosis）、犬黄疸病（Jaundice）、新布尼亞病毒（SFTS Virus）等。萊姆病是由伯氏疏螺旋體（Borrelia burgdorferi）所感染。
蜱虫主要栖息在草地、树林中，因此外出游玩时最好在暴露的皮肤上喷涂防蚊液，尽量避免在野外长时间坐卧。注意做好个人防护，穿紧口、浅色、光滑的长袖衣服。蜱虫常会附着在人体的头皮、腰部、腋窝、腹股沟及脚踝下方等部位。

## 生存环境及习性
蜱是吸血的寄生動物，常活躍於長長的草叢中，等候宿主經過，趁機緊貼宿主身上。它把螯肢和餵食管插入宿主的皮膚，以緊扣宿主身上。餵食管表面佈滿了倒齒，以當錨來用。
未成年的蜱也會襲擊馬匹、牛隻、麋鹿、獅子和其他哺乳動物，導致貧血、癱瘓、被傳染疾病（Q熱、萊姆病、猩紅熱、立克次體類病原體所傳染的疾病等），甚至死亡。這種蟲害難以檢測，除非已經寄居了數千隻蜱蟲，但已經難以消除。
溫度改變，日照長短也影響蜱蟲會否尋找新的宿主。蜱蟲能夠感應到附近的宿主所釋放的熱能或者呼氣時的二氧化碳。當牠們吃飽了，便會離開，但一般需要數日後才發生。有些情況蜱蟲會寄居更長時間以便繼續吸血。雖然蜱蟲要天氣溫暖才比較活躍，但隨時都有能力襲擊任何宿主。

### 产卵和孳生地
硬蜱多生活在森林、灌木丛、开阔的牧场、草原、山地的泥土中等。软蜱多栖息于家畜的圈舍、野生动物的洞穴、鸟巢及人房的缝隙中。
雌蜱受精吸血后产卵，硬蜱一生产卵一次，饱血后在4～40天内全部产出，可产数百至数千个，因种而异。软蜱一生可产卵多次，一次产卵50～200个，总数可达千个。

### 吸血习性
蜱的幼虫、若虫、雌雄成虫都吸血。宿主包括陆生哺乳类、鸟类、爬行类和两栖类，有些种类会侵袭人类。多数蜱种的宿主很广泛，例如全沟硬蜱的宿主包括哺乳类200种，鸟类120种和少数爬行类，并可侵袭人体。这在流行病学上有重要意义。硬蜱多在白天侵袭宿主，吸血时间较长，一般需要数天。软蜱多在夜间侵袭宿主，吸血时间较短，一般数分钟到1小时。蜱的吸血量很大，各发育期饱血后可胀大几倍至几十倍，雌硬蜱甚至可达100多倍。

### 宿主关系
蜱在宿主的寄生部位常有一定的选择性，一般在皮肤较薄，不易被搔动的部位。例如全沟硬蜱寄生在动物或人的颈部、耳后、腋窝、大腿内侧、阴部和腹股沟等处。微小牛蜱多寄生于牛的颈部肉垂和乳房，次为肩胛部。波斯锐缘蜱多寄生在家禽翅下和腿腋部。

### 分布与活动
硬蜱多分布在开阔的自然界，如森林、灌木丛、草原、半荒漠地带。而不同蜱种的分布又与气候、土壤、植被和宿主有关，如全沟蜱多见于高纬度针阔混交林带，草原革蜱则生活在半荒漠草原，而微小牛蜱分布于农耕地区，如大别山区见于牛身上的牛虱。在同一地带的不同蜱种，其适应的环境有所不同，如黑龙江林区的蜱类，全沟蜱多于针阔混交林带，而嗜群血蜱（Haemaphysalis concinna）则多见于林区的草甸。软蜱栖息隐蔽的场所，包括兽穴、鸟巢及人畜住处的缝隙里。
蜱类寻觅宿主的方式：蜱的嗅觉敏锐，对动物的汗臭和二氧化碳很敏感，当与宿主相距15m时，即可感知，由被动等待到活动等待，一旦接触宿主即攀登而上。如栖息在森林地带的全沟硬蜱，成虫寻觅宿主时，多聚集在小路两旁的草尖及灌木枝叶的顶端等候，当宿主经过并与之接触时即爬附宿主；栖息在荒漠地带的亚东璃眼蜱，多在地面活动，主动寻觅宿主；栖息在牲畜圈舍的蜱种，多在地面或爬上墙壁、木柱寻觅宿主。
蜱的活动范围不大，一般为数十米。宿主的活动，特别是候鸟的季节迁移，对蜱类的散播起着重要作用。

### 季节消长和越冬
气温、湿度、土壤、光周期、植被、宿主等都可影响蜱类的季节消长及活动。在温暖地区多数种类的蜱在春、夏、秋季活动，如全沟硬蜱成虫活动期在4～8月，高峰在5～6月初，幼虫和若虫的活动季节较长，从早春4月持续至9～10月间，一般有两个高峰，主峰常在6～7月，次峰约在8～9月间。在炎热地区有些种类在秋、冬、春季活动，如残缘璃眼蜱。软蜱因多在宿主洞巢内，故终年都可活动。
蜱多数在栖息场所越冬，硬蜱可在动物的洞穴、土块、枯枝落叶层中或宿主体上越冬。软蜱主要在宿主住处附近越冬。越冬虫期因种类而异。有的各虫期均可越冬，如硬蜱属中的多数种类；有的以成虫越冬，如革蜱属中的所有种类；有的以若虫和成虫越冬，如血蜱属和软蜱中的一些种；有的以若虫越冬，如残缘璃眼蜱；有的以幼虫越冬，如微小牛蜱。

## 形态
虫体椭圆形，未吸血时腹背扁平，背面稍隆起，成虫体长2～10毫米；饱血后胀大如赤豆或蓖麻子状，大者可长达30毫米。表皮革质，背面或具壳质化盾板。虫体分颚体和躯体两个部份。

## 分类
成虫在躯体背面有壳质化较强的盾板者，通称为硬蜱，属硬蜱科（Ixodidae）；无盾板者，通称为软蜱，属软蜱科（Argasidae）；另有一類最原始的納蜱科，其下僅有纳蜱属一屬。根據2011年的資料，全世界已发现的有接近900种，计硬蜱科700多种，软蜱科约150种，纳蜱科1种。中国已记录的硬蜱科约100种，软蜱科10种。

### 硬蜱
颚体也称假头，位于躯体前端，从背面可见到，由颚基、螯肢、口下板及须肢组成。颚基与躯体的前端相连接，是一个界限分明的骨化区，呈六角形、矩形或方形；雌蜱的颚基背面有1对孔区，有感觉及分泌体液帮助产卵的功能。螯肢1对，从颚基背面中央伸出，是重要的刺割器。口下板1块，位于螯肢腹面，与螯肢合拢时形成口腔。口下板腹面有倒齿，为吸血时固定于宿主皮肤内的附着器官。螯肢的两侧为须肢，由4节组成，第4节短小，嵌出于第3节端部腹面小凹陷内。
躯体呈袋状，大多褐色，两侧对称。雄蜱背面的盾板几乎覆盖着整个背面，雌蜱的盾板仅占体背前部的一部分，有的蜱在盾板后缘形成不同花饰称为缘垛）。腹面有足4对，每足6节，即基节、转节、股节、胫节、后跗节和跗节。基节上通常有距。足Ⅰ跗节背缘近端部具哈氏器（Haller's organ）, 有嗅觉功能，末端有爪1对及垫状爪间突1个。生殖孔位于腹面的前半，常在第Ⅱ、Ⅲ对足基节的水平线上。肛门位于躯体的后部，常有肛沟。气门一对，位于足Ⅳ基节的后外侧，气门板宽阔。雄蜱腹面有几丁质板，基数目因蜱的属种而不同。

### 软蜱
颚体在躯体腹面，从背面看不见。颚基背面无孔区。躯体背面无盾板，体表多呈颗粒状小疣，或具皱纹、盘状凹陷。气门板小，位于基节Ⅳ的前上方。生殖孔位于腹面的前部，两性特征不显著。肛门位于体中部或稍后，有些软蜱尚有肛前沟和肛后中沟及肛后横沟，分别位于肛门的前后方。各基节都无距刺，跗节虽有爪，但无爪垫。成虫及若虫足基节Ⅰ～Ⅱ之间有基节腺的开口。基节腺液的分泌，有调节水分和电解质及血淋巴成分的作用。在吸血时，病原体也随基节腺液的分泌污染宿主伤口而造成感染，例如钝缘蜱属的一些种类。

### 纳蜱
最原始的蜱虫。僅在非洲發現一屬一種：Nuttalliella namaqua。